# 샤모린

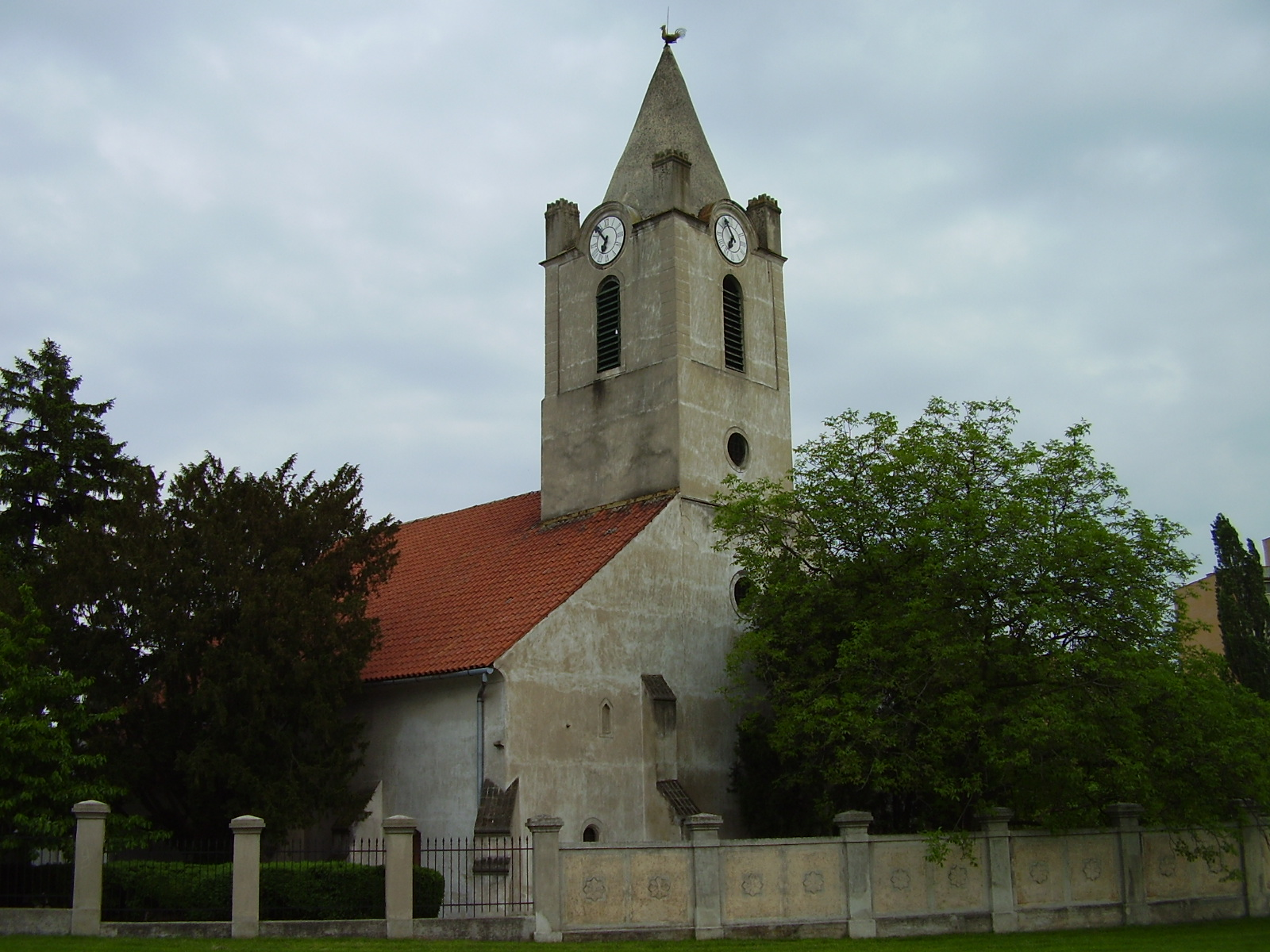
샤모린 교회

샤모린(슬로바키아어: Šamorín, 헝가리어: Somorja 쇼모려[*], 독일어: Sommerein 조메라인[*])은 슬로바키아 트르나바 주에 위치한 도시로 면적은 44.348km2, 높이는 130m, 인구는 13,028명(2014년 기준), 인구 밀도는 294명/km2이다.
브라티슬라바에서 남동쪽으로 약 17km, 두나이스카스트레다에서 서쪽으로 약 25km 정도 떨어진 곳에 위치한다. 1238년 문헌에 처음 등장했다.

시 문장

## 자매 도시
- 네덜란드 레이데르도르프
- 헝가리 모숀머저로바르
- 오스트리아 하인부르크안데어도나우